# 춘향로
춘향로(Chunhyang-ro)는 전북특별자치도 남원시 도통동과 전주시 완산구 교동 한벽교 북단을 잇는 전북특별자치도의 도로이다. 남원시, 임실군, 완주군, 전주시를 연결하는 도로로 전라북도를 대표하는 한국 고대소설의 춘향전의 의미를 상징하기 위해 춘향로로 명명되었다.

## 역사
- 2009년 7월 10일 : 2개 이상 시·군에 걸쳐 있는 도로로 춘향로를 고시[1]
- 2016년 12월 20일 : 오수 ~ 갈마간 도로(임실군 오수면 대명리 ~ 성수면 월평리) 7.79km 구간 확장 개통 및 기존 임실군 오수면 대명리 ~ 오암리 1.6km 구간 폐지[2]
- 2018년 1월 24일 : 오수 ~ 월락간 도로(남원시 광치동 ~ 사매면 월평리 6.18km 구간과 임실군 오수면 금암리 ~ 대명리 2.52km 구간) 확장 개통, 기존 남원시 사매면 대율리 ~ 오신리 총 1.48km 구간과 임실군 오수면 금암리 1.62km 구간 폐지[3]

## 주요 경유지
전북특별자치도
- 남원시 - 임실군 - 완주군 - 전주시 완산구

## 노선
| 이름                        | 접속 노선                                                                | 소재지        | 소재지                                          | 비고                                     |
| --------------------------- | ------------------------------------------------------------------------ | ------------- | ----------------------------------------------- | ---------------------------------------- |
| (도통동)                    | 요천로                                                                   | 남원시        | 도통동                                          |                                          |
| 동디사거리                  | 용성로                                                                   | 남원시        | 도통동                                          |                                          |
| 남원고속버스터미널          |                                                                          | 남원시        | 도통동                                          |                                          |
| 백공산사거리                | 국도 제24호선 (충정로)                                                   | 남원시        | 도통동                                          |                                          |
| 용정교                      | 만인로                                                                   | 남원시        | 향교동                                          |                                          |
| 구룡교                      | 내척길                                                                   | 남원시        | 향교동                                          |                                          |
| 향단 교차로                 | 국도 제17호선 (서부로)                                                   | 남원시        | 향교동                                          |                                          |
| 서남대학교                  | 밤티재길                                                                 | 남원시        | 향교동                                          |                                          |
| 율치 교차로                 | 국도 제17호선 (산업로)                                                   | 남원시        | 향교동                                          | 국도 제17호선 구간                       |
| 춘향터널                    |                                                                          | 남원시        | 향교동                                          | 국도 제17호선 구간 연장 480m             |
| 춘향터널                    | 사매면                                                                   | 남원시        |                                                 | 국도 제17호선 구간 연장 480m             |
| 대율 교차로                 | 대율화정길 밤티재길                                                      | 남원시        | 국도 제17호선 구간                              |                                          |
| 오리정 교차로               | 덕평길 세동길                                                            | 남원시        | 국도 제17호선 구간                              |                                          |
| 사매 교차로                 | 덕오로                                                                   | 남원시        | 국도 제17호선 구간                              |                                          |
| 월평 교차로                 | 대사로                                                                   | 남원시        | 국도 제17호선 구간                              |                                          |
| 율천교 고정천교             |                                                                          | 임실군        | 국도 제17호선 구간                              | 오수면                                   |
| 대정 교차로                 | 대정길                                                                   | 임실군        | 국도 제17호선 구간                              | 오수면                                   |
| 오수 교차로                 | 덕오로 오수로 용정길                                                     | 임실군        | 국도 제17호선 구간                              | 오수면                                   |
| 내동 교차로                 | 덕과로                                                                   | 임실군        | 국도 제17호선 구간                              | 오수면                                   |
| 오수교                      |                                                                          | 임실군        | 국도 제17호선 구간                              | 오수면                                   |
| 남악 교차로                 | 국도 제13호선 (충효로)                                                   | 임실군        | 국도 제17호선 구간                              | 오수면                                   |
| 오수 나들목 (오수IC 교차로) | 27호선 순천완주고속도로                                                  | 임실군        | 국도 제17호선 구간                              | 오수면                                   |
| 대명 교차로                 | 국도 제17호선 (오수 ~ 갈마간 도로)                                       | 임실군        | 국도 제17호선 구간                              | 오수면                                   |
| 국평교                      |                                                                          | 임실군        |                                                 | 오수면                                   |
| 국평삼거리                  | 오수로                                                                   | 임실군        |                                                 | 오수면                                   |
| 오암 교차로                 | 국도 제17호선 (오수 ~ 갈마간 도로)                                       | 임실군        | 국도 제17호선 구간                              | 오수면                                   |
| 봉천 교차로                 | 군평길 봉천1길                                                           | 임실군        | 국도 제17호선 구간                              | 오수면                                   |
| 봉천역                      |                                                                          | 임실군        | 국도 제17호선 구간                              | 오수면                                   |
| 대판 교차로                 | 오류3길                                                                  | 임실군        | 국도 제17호선 구간                              | 성수면                                   |
| 오류 교차로                 | 봉강길 오류1길                                                           | 임실군        | 국도 제17호선 구간                              | 성수면                                   |
| 월평 교차로                 | 월삼로 월평서길                                                          | 임실군        | 국도 제17호선 구간                              | 성수면                                   |
| 월평삼거리 (월평 교차로)    | 국도 제30호선 (임진로)                                                   | 임실군        | 국도 제17, 30호선 구간                          | 성수면                                   |
| 임실 교차로                 | 27호선 순천완주고속도로 국도 제30호선 (호국로) 지방도 제742호선 (도인로) | 임실군        | 국도 제17, 30호선 구간                          | 임실읍                                   |
| 갈마교                      |                                                                          | 임실군        | 국도 제17호선 구간                              | 임실읍                                   |
| 두곡삼거리                  | 봉황로                                                                   | 임실군        | 국도 제17호선 구간                              | 임실읍                                   |
| 임실역                      |                                                                          | 임실군        | 국도 제17호선 구간                              | 임실읍                                   |
| 용은교                      |                                                                          | 임실군        | 국도 제17호선 구간                              | 임실읍                                   |
| 관촌면                      |                                                                          | 임실군        | 국도 제17호선 구간                              |                                          |
| 신촌교 용산교               |                                                                          | 임실군        | 국도 제17호선 구간                              |                                          |
| 예원대사거리                | 창인로 용산1길                                                           | 임실군        | 국도 제17호선 구간                              |                                          |
| 병암지하차도 교차로         | 국가지원지방도 제49호선 (신덕평로)                                       | 임실군        | 국도 제17호선 구간 국가지원지방도 제49호선 구간 |                                          |
| 사선육교                    |                                                                          | 임실군        | 국도 제17호선 구간 국가지원지방도 제49호선 구간 |                                          |
| 병암삼거리 (병암 교차로)    | 국가지원지방도 제49호선 (관진로)                                         | 임실군        | 국도 제17호선 구간 국가지원지방도 제49호선 구간 |                                          |
| 사선문 오원교               |                                                                          | 임실군        | 국도 제17호선 구간                              |                                          |
| 관촌 교차로                 | 지방도 제745호선 (관마로) 사선로                                         | 임실군        | 국도 제17호선 구간 지방도 제745호선 구간        |                                          |
| 관촌삼거리                  | 사선로 사선1길                                                           | 임실군        | 국도 제17호선 구간 지방도 제745호선 구간        |                                          |
| (슬치마을)                  | 지방도 제745호선 (석동슬치로)                                            | 임실군        | 국도 제17호선 구간 지방도 제745호선 구간        |                                          |
| 명덕교 상관교               |                                                                          | 완주군        | 상관면                                          | 국도 제17호선 구간                       |
| 상관 나들목                 | 27호선 순천완주고속도로                                                  | 완주군        | 상관면                                          | 국도 제17호선 구간                       |
| 신리삼거리                  | 지방도 제749호선 (신리로)                                                | 완주군        | 상관면                                          | 국도 제17호선 구간 지방도 제749호선 구간 |
| 신리교                      |                                                                          | 완주군        | 상관면                                          | 국도 제17호선 구간 지방도 제749호선 구간 |
| 신리 교차로                 | 지방도 제749호선 (왜목로)                                                | 완주군        | 상관면                                          | 국도 제17호선 구간 지방도 제749호선 구간 |
| 상관 교차로                 | 국도 제21호선 (호남로)                                                   | 완주군        | 상관면                                          | 국도 제17, 21호선 구간                   |
| 월암2교                     |                                                                          | 완주군        | 상관면                                          | 국도 제17, 21호선 구간                   |
| 전주시                      | 완산구                                                                   |               |                                                 | 국도 제17, 21호선 구간                   |
| 전주시                      | 완산구                                                                   | (이름 없음)   | 신리로                                          | 국도 제17, 21호선 구간                   |
| 전주시                      | 완산구                                                                   | (안적교 남단) | 국도 제17호선 국도 제21호선 (동부대로)          | 국도 제17, 21호선 구간                   |
| 전주시                      | 완산구                                                                   | (좁은목)      | 서학로 장승배기로 바람쐬는길                    |                                          |
| 전주시                      | 완산구                                                                   | 한벽교 교차로 | 전주천서로                                      |                                          |
| 전주시                      | 완산구                                                                   | 한벽교        |                                                 |                                          |
| 기린대로와 직결             |                                                                          |               |                                                 |                                          |

## 주요 건물 및 시설
- 남원도통동우체국 (전북특별자치도 남원시 춘향로 15)
- 남원고속버스터미널 (전북특별자치도 남원시 춘향로 78)
- 롯데마트 남원점 (전북특별자치도 남원시 춘향로 96)
- 서남대학교 (전북특별자치도 남원시 춘향로 439)
- 남원성일병원 (전북특별자치도 남원시 사매면 춘향로 822-129)
- 봉천역 (전북특별자치도 임실군 오수면 춘향로 2177)
- 임실고추가공센터 (전북특별자치도 임실군 성수면 춘향로 2399)
- 한국목조건축직업전문학교 (구 성남초등학교) (전북특별자치도 임실군 성수면 춘향로 2530)
- 임실역 (전북특별자치도 임실군 임실읍 춘향로 2932)
- 관촌역 (전북특별자치도 임실군 관촌면 춘향로 3330)